# Carex joorii
Espèce
Classification phylogénétique
Carex joorii est une espèce de plantes du genre Carex et de la famille des Cyperaceae.